# Bannereus
Bannereus is een geslacht van kreeftachtigen uit de klasse van de Malacostraca (hogere kreeftachtigen).

## Soort
- Bannereus anomalus Bruce, 1988